# Ramsey (Minnesota)
Ramsey é uma cidade localizada no estado americano de Minnesota, no Condado de Anoka.

## Demografia
Segundo o censo americano de 2000, a sua população era de 18.510 habitantes.

## Geografia
De acordo com o United States Census Bureau tem uma área de
77,1 km², dos quais 74,6 km² cobertos por terra e 2,5 km² cobertos por água.

## Localidades na vizinhança
O diagrama seguinte representa as localidades num raio de 12 km ao redor de Ramsey.